# Melvin Guillard
Melvin Guillard, né le 30 mars 1983 à La Nouvelle-Orléans en Louisiane, est un pratiquant américain d'arts martiaux mixtes (MMA).
De novembre 2005 à mars 2014, il effectue 22 combats au sein de la division des poids légers de l'Ultimate Fighting Championship. Il signe ensuite avec la promotion Professional Fighters League, puis au Bellator MMA en 2015.
Il est aussi ceinture marron de judo et ceinture violette de jiu-jitsu brésilien.

## Parcours en arts martiaux mixtes

### Ultimate Fighting Championship
Le 23 mars 2014, Guillard est renvoyé de l'UFC après plus de huit ans et 22 combats au sein de l'organisation (12v - 9d - 1nc).

### World Series Of Fighting
Malgré ses 48 combats, il décide de continuer sa carrière et signe deux semaines plus tard avec l'organisation Professional Fighters League un contrat de plusieurs combats.

## Palmarès en arts martiaux mixtes
| 59 combats     | 32 victoires | 22 défaites |
| Par KO         | 21           | 6           |
| Par soumission | 2            | 9           |
| Sur décision   | 9            | 7           |
| Égalités       | 2            | 2           |
| Sans décision  | 3            | 3           |

| Résultat   | Record      | Adversaire         | Méthode                                                 | Événement                                                  | Date              | Round | Temps | Lieu                                       | Notes                                                                |
| ---------- | ----------- | ------------------ | ------------------------------------------------------- | ---------------------------------------------------------- | ----------------- | ----- | ----- | ------------------------------------------ | -------------------------------------------------------------------- |
| Défaite    | 32-22-2 (3) | Terry House Jr.    | Décision unanime                                        | United Combat League 32 - Stittgen vs. VanCamp             | 18 octobre 2019   | 3     | 5:00  | Hammond, Indiana, États-Unis               |                                                                      |
| Défaite    | 32-21-2 (3) | Takanori Gomi      | KO (coups de poing)                                     | Rizin FF - Rizin 11                                        | 29 juillet 2018   | 1     | 2:33  | Saitama, Japon                             |                                                                      |
| Défaite    | 32-20-2 (3) | Maurice Jackson    | TKO (coups de poing)                                    | SCL 65 - Destination                                       | 10 février 2018   | 2     | 1:50  | Denver, Colorado, États-Unis               |                                                                      |
| Défaite    | 32-19-2 (3) | Israel Adesanya    | TKO (coups de poing)                                    | AFC 20 - Australian Fighting Championship 20               | 28 juillet 2017   | 1     | 4:49  | Melbourne, Australie                       |                                                                      |
| Défaite    | 32-18-2 (3) | Muslim Salikhov    | KO (balayage tournant)                                  | Kunlun Fight - Kunlun Fight MMA 12                         | 1er juin 2017     | 1     | 1:33  | Yantai, Shandong, Chine                    |                                                                      |
| Défaite    | 32-17-2 (3) | Chidi Njokuani     | Décision unanime                                        | Bellator 171 - Guillard vs. Njokuani                       | 27 janvier 2017   | 3     | 5:00  | Mulvane, Kansas, États-Unis                |                                                                      |
| No contest | 32-16-2 (3) | David Rickels      | KO (coups de coude)(Guillard a raté le test antidopage) | Bellator 159: Caldwell vs. Taimanglo                       | 22 juillet 2016   | 1     | 2:14  | Mulvane, Kansas, États-Unis                |                                                                      |
| Défaite    | 32-16-2 (2) | Derek Campos       | TKO (coups de poing)                                    | Bellator 149: Shamrock vs. Gracie                          | 19 février 2016   | 2     | 0:32  | Houston, Texas, États-Unis                 |                                                                      |
| Défaite    | 32-15-2 (2) | Brandon Girtz      | Décision partagée                                       | Bellator 141: Guillard vs. Girtz                           | 28 août 2015      | 3     | 5:00  | Temecula, Californie, États-Unis           |                                                                      |
| Défaite    | 32-14-2 (2) | Justin Gaethje     | Décision partagée                                       | WSOF 15: Branch vs. Okami                                  | 15 novembre 2014  | 3     | 5:00  | Tampa, Floride, États-Unis                 |                                                                      |
| Victoire   | 32-13-2 (2) | Gesias Calvancante | TKO (poings et coudes)                                  | WSOF 11: Gaethje vs. Newell                                | 5 juillet 2014    | 2     | 2:36  | Daytona Beach, Floride, États-Unis         |                                                                      |
| Défaite    | 31-13-2 (2) | Michael Johnson    | Décision unanime                                        | UFC Fight Night: Gustafsson vs. Manuwa                     | 8 mars 2014       | 3     | 5:00  | Londres, Angleterre                        |                                                                      |
| No contest | 31-12-2 (2) | Ross Pearson       | No Contest                                              | UFC Fight Night: Machida vs. Muñoz                         | 26 octobre 2013   | 1     | 1:57  | Manchester, Angleterre                     | Coups de genou non autorisés de Guillard dans le premier round.      |
| Victoire   | 31-12-2 (1) | Mac Danzig         | KO (Poings)                                             | UFC on Fox: Johnson vs. Moraga                             | 27 juillet 2013   | 2     | 2:47  | Seattle, Washington, États-Unis            | KO de la soirée                                                      |
| Défaite    | 30-12-2 (1) | Jamie Varner       | Décision partagée                                       | UFC 155: dos Santos vs. Velasquez II                       | 29 décembre 2012  | 3     | 5:00  | Las Vegas, Nevada, États-Unis              |                                                                      |
| Défaite    | 30-11-2 (1) | Donald Cerrone     | KO (coup de pied à la tête et coup de poing)            | UFC 150: Henderson vs. Edgar II                            | 11 août 2012      | 1     | 1:16  | Denver, Colorado, États-Unis               | Combat en poids intermédiaire à 157.5 lb (72 kg) Combat de la soirée |
| Victoire   | 30-10-2 (1) | Fabrício Camões    | Décision unanime                                        | UFC 148: Silva vs. Sonnen II                               | 7 juillet 2012    | 3     | 5:00  | Las Vegas, Nevada, États-Unis              |                                                                      |
| Défaite    | 29-10-2 (1) | Jim Miller         | Soumission (étranglement arrière)                       | UFC on FX: Guillard vs. Miller                             | 20 janvier 2012   | 1     | 2:04  | Nashville, Tennessee, États-Unis           |                                                                      |
| Défaite    | 29-9-2 (1)  | Joe Lauzon         | Soumission (étranglement arrière)                       | UFC 136: Edgar vs. Maynard III                             | 8 octobre 2011    | 1     | 0:47  | Houston, Texas, États-Unis                 |                                                                      |
| Victoire   | 29-8-2 (1)  | Shane Roller       | KO (coups de poing)                                     | UFC 132: Cruz vs. Faber                                    | 2 juillet 2011    | 1     | 2:12  | Las Vegas, Nevada, États-Unis              |                                                                      |
| Victoire   | 28-8-2 (1)  | Evan Dunham        | TKO (coups de genou)                                    | UFC: Fight For The Troops 2                                | 22 janvier 2011   | 1     | 2:58  | Fort Hood, Texas, États-Unis               | KO de la soirée                                                      |
| Victoire   | 27-8-2 (1)  | Jeremy Stephens    | Décision partagée                                       | UFC 119: Mir vs. Cro Cop                                   | 25 septembre 2010 | 3     | 5:00  | Indianapolis, Indiana, États-Unis          |                                                                      |
| Victoire   | 26-8-2 (1)  | Waylon Lowe        | KO (coup de genou au corps)                             | UFC 114: Rampage vs. Evans                                 | 29 mai 2010       | 1     | 3:28  | Las Vegas, Nevada, États-Unis              |                                                                      |
| Victoire   | 25-8-2 (1)  | Ronys Torres       | Décision unanime                                        | UFC 109: Relentless                                        | 6 février 2010    | 3     | 5:00  | Las Vegas, Nevada, États-Unis              |                                                                      |
| Défaite    | 24-8-2 (1)  | Nate Diaz          | Soumission (étranglement en guillotine)                 | UFC Fight Night: Diaz vs. Guillard                         | 16 septembre 2009 | 2     | 2:13  | Oklahoma City, Oklahoma, États-Unis        |                                                                      |
| Victoire   | 24-7-2 (1)  | Gleison Tibau      | Décision partagée                                       | The Ultimate Fighter: États-Unis vs. United Kingdom Finale | 20 juin 2009      | 3     | 5:00  | Las Vegas, Nevada, États-Unis              |                                                                      |
| Victoire   | 23-7-2 (1)  | Dennis Siver       | KO (coups de poing)                                     | UFC 86: Jackson vs. Griffin                                | 5 juillet 2008    | 1     | 0:36  | Las Vegas, Nevada, États-Unis              | KO de la soirée                                                      |
| Victoire   | 22-7-2 (1)  | Eric Regan         | Décision unanime                                        | RITC 105: Friday Night Fights                              | 7 mars 2008       | 3     | 3:00  | Phoenix, Arizona, États-Unis               |                                                                      |
| Défaite    | 21-7-2 (1)  | Rich Clementi      | Soumission (rear naked choke)                           | UFC 79: Nemesis                                            | 29 décembre 2007  | 1     | 4:40  | Las Vegas, Nevada, États-Unis              |                                                                      |
| Défaite    | 21-6-2 (1)  | Joe Stevenson      | Soumission (étranglement en guillotine)                 | UFC Fight Night: Stevenson vs Guillard                     | 5 avril 2007      | 1     | 0:27  | Las Vegas, Nevada, États-Unis              | Guillard est testé positif à la cocaïne.                             |
| Victoire   | 21-5-2 (1)  | Gabe Ruediger      | KO (coup de poing au corps)                             | UFC 63: Hughes vs. Penn                                    | 23 septembre 2006 | 2     | 1:01  | Anaheim, Californie, États-Unis            |                                                                      |
| Victoire   | 20-5-2 (1)  | Rick Davis         | KO (coup de poing)                                      | UFC 60: Hughes vs. Gracie                                  | 27 mai 2006       | 1     | 1:37  | Los Angeles, Californie, États-Unis        |                                                                      |
| Défaite    | 19-5-2 (1)  | Josh Neer          | Soumission (étranglement en triangle)                   | UFC Ultimate Fight Night 3                                 | 16 janvier 2006   | 1     | 4:20  | Las Vegas, Nevada, États-Unis              |                                                                      |
| Victoire   | 19-4-2 (1)  | Marcus Davis       | TKO (coupure)                                           | The Ultimate Fighter 2 Finale                              | 5 novembre 2005   | 2     | 2:55  | Las Vegas, Nevada, États-Unis              |                                                                      |
| No contest | 18-4-2 (1)  | Roger Huerta       | No contest                                              | Freestyle Fighting Championships 14                        | 5 mars 2005       | 3     | 5:00  | Biloxi, Mississippi, États-Unis            | La victoire de Guillard est changée en no contest.                   |
| Victoire   | 18-4-2      | Peter Kaljevic     | TKO (coups de coude)                                    | Freestyle Fighting Championships 14                        | 5 mars 2005       | 1     | 2:24  | Biloxi, Mississippi, États-Unis            |                                                                      |
| Victoire   | 17-4-2      | Darrell Smith      | TKO (coups de poing)                                    | Freestyle Fighting Championships 14                        | 5 mars 2005       | 1     | 3:07  | Biloxi, Mississippi, États-Unis            |                                                                      |
| Victoire   | 16-4-2      | Rob Emerson        | Décision partagée                                       | RCF: Cold Hearted                                          | 19 février 2005   | 3     | 5:00  | Biloxi, Mississippi, États-Unis            |                                                                      |
| Défaite    | 15-4-2      | Santino Defranco   | Soumission (étranglement en triangle)                   | ISCF: Domination at the DAC                                | 20 novembre 2004  | 1     | 2:33  | Atlanta, Géorgie, États-Unis               |                                                                      |
| Victoire   | 15-3-2      | Jason Hathaway     | TKO (coups de poing)                                    | ISCF: Compound Fracture                                    | 15 octobre 2004   | 1     | 0:37  | Atlanta, Géorgie, États-Unis               |                                                                      |
| Égalité    | 14-3-2      | LaVerne Clark      | Égalité                                                 | RCF: Duel in the Delta                                     | 25 septembre 2004 | 3     | 5:00  | Tunica, Mississippi, États-Unis            |                                                                      |
| Victoire   | 14-3-1      | Angel Nievens      | Décision unanime                                        | FFC 11: Explosion                                          | 10 septembre 2004 | 3     | 5:00  | Biloxi, Mississippi, États-Unis            |                                                                      |
| Défaite    | 13-3-1      | Ryan Stout         | Soumission (clé de bras)                                | Battle of New Orleans 14                                   | 10 juillet 2004   | 1     | 2:55  | La Nouvelle-Orléans, Louisiane, États-Unis |                                                                      |
| Égalité    | 13-2-1      | Lee King           | Égalité                                                 | Battle of New Orleans 13                                   | 25 juin 2004      | 3     | 5:00  | La Nouvelle-Orléans, Louisiane, États-Unis |                                                                      |
| Victoire   | 13-2        | Rich Miller        | TKO (coups de poing)                                    | Extreme Challenge 58                                       | 11 juin 2004      | 2     | 2:07  | Medina, Minnesota, États-Unis              |                                                                      |
| Victoire   | 12-2        | Kyle Bradley       | TKO (coups de poing)                                    | Freestyle Fighting Championships 9                         | 14 mai 2004       | 1     | 4:20  | Biloxi, Mississippi, États-Unis            |                                                                      |
| Défaite    | 11-2        | Jake Short         | Décision unanime                                        | Freestyle Fighting Championships 8                         | 5 mars 2004       | 3     | 5:00  | Biloxi, Mississippi, États-Unis            |                                                                      |
| Défaite    | 11-1        | Carlo Prater       | Soumission (étranglement en guillotine)                 | Freestyle Fighting Championships 7                         | 19 décembre 2003  | 1     | 2:32  | Biloxi, Mississippi, États-Unis            |                                                                      |
| Victoire   | 11-0        | Justin Wieman      | TKO (coups de poing)                                    | ISCF: Anarchy in August                                    | 2 août 2003       | 2     | N/A   | Atlanta, Géorgie, États-Unis               |                                                                      |
| Victoire   | 10-0        | Kyle Bradley       | Soumission (clé d'épaule)                               | FFC 6: No Love                                             | 11 juillet 2003   | 1     | 2:54  | Biloxi, Mississippi, États-Unis            |                                                                      |
| Victoire   | 9-0         | Paul Purcell       | TKO (coups de poing)                                    | Art of War 2                                               | 21 juin 2003      | 1     | N/A   | Kalispell, Montana, États-Unis             |                                                                      |
| Victoire   | 8-0         | Diego Saraiva      | KO (coups de poing)                                     | ISCF: May Madness                                          | 23 mai 2003       | 1     | N/A   | Atlanta, Géorgie, États-Unis               |                                                                      |
| Victoire   | 7-0         | Alex Kronofsky     | KO (coup de poing)                                      | Battle of New Orleans 6                                    | 26 avril 2003     | 1     | 1:32  | La Nouvelle-Orléans, Louisiane, États-Unis |                                                                      |
| Victoire   | 6-0         | Aaron Williams     | TKO (coups de poing)                                    | Freestyle Fighting Championships 5                         | 25 avril 2003     | 1     | 1:43  | Biloxi, Mississippi, États-Unis            |                                                                      |
| Victoire   | 5-0         | Victor Estrada     | Soumission (clé de bras)                                | Battle of New Orleans 5                                    | 22 mars 2003      | 1     | 2:04  | La Nouvelle-Orléans, Louisiane, États-Unis |                                                                      |
| Victoire   | 4-0         | Rod Ramirez        | TKO (coups de poing)                                    | Battle of New Orleans 4                                    | 15 février 2003   | 2     | 0:32  | La Nouvelle-Orléans, Louisiane, États-Unis |                                                                      |
| Victoire   | 3-0         | Joe Jordan         | Décision unanime                                        | Battle of New Orleans 3                                    | 18 janvier 2003   | 2     | 5:00  | La Nouvelle-Orléans, Louisiane, États-Unis |                                                                      |
| Victoire   | 2-0         | Jonathon Hargroder | KO (coup de poing)                                      | Battle of New Orleans 2                                    | 21 décembre 2002  | 1     | 0:31  | La Nouvelle-Orléans, Louisiane, États-Unis |                                                                      |
| Victoire   | 1-0         | Calvin Martin      | Décision unanime                                        | Battle of New Orleans 1                                    | 16 novembre 2002  | 2     | 5:00  | La Nouvelle-Orléans, Louisiane, États-Unis |                                                                      |